# 山崎直胤

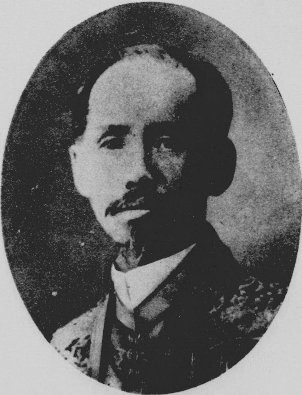
山崎直胤

山崎 直胤（やまさき / やまざき なおたね、1852年7月13日〈嘉永5年5月26日〉 - 1918年〈大正7年〉2月4日）は、明治期の官僚。内務省初代県治局長、山梨県知事（官選第6代）、三重県知事（官選第4代）、宮内省調度局長、錦鶏間祗候。旧名・賢吾。

## 経歴
豊前国下毛郡諫早村（現大分県中津市三光諫早）出身。山崎直高の長男として生まれる。明治3年6月（1870年）、新政府に出仕し民部省十四等出仕となる。新設の工部省に移り、明治4年9月（1871年）、造船中師に任官。
明治5年2月（1872年）、産業技術調査のためフランスへ出張。ウィーン万国博覧会事務官も務めた。1875年1月に帰国。1877年1月、太政官少書記官となり、さらに同大書記官を務める。1882年2月、各国憲法の視察を行う伊藤博文一行に加わり欧州へ出張し、1883年8月に帰国した。
1885年6月、初代の内務省県治局長に就任。1887年3月、山梨県知事に転任。予算編成に当たっては県民の負担軽減に配慮を行う。1888年6月、三重県知事に転任。前年度と同規模の予算編成を行う。1889年12月、知事を非職（休職）となる。
1890年2月、宮内省に転じ、宮内書記官兼調査課長、兼山階宮別当に就任。以後、調度局長などを務め、1897年9月に退官し錦鶏間祗候となる。

## 年譜
- 内務大書記官
- 1884年（明治17年）1月23日 - 内局第二課兼務申付[11]
- 1887年（明治20年）3月8日 - 山梨県知事 任官
- 山梨県知事 免官
- 1888年（明治21年）6月29日 - 三重県知事 任官
- 1889年（明治22年）12月26日 - 三重県知事 非職
- 宮内書記官 任官
- 山階宮別当 兼任
- 1891年（明治24年）2月7日 - 帝室会計審査官（奏任官一等） 兼任[12]
  - 10月31日 - 内事課長股野琢不在中代理[13]
- 調度局長 任官
- 1893年（明治26年）
  - 1月9日 - 内匠頭堤正誼不在中代理[14]
  - 5月6日 - 内匠頭堤正誼不在中代理[15]
- 1895年（明治28年）1月9日 - 内匠頭堤正誼不在中代理[16]
- 帝室会計審査官調査課長 兼任
- 1897年（明治30年）
  - 2月1日 - 内事課長股野琢不在中代理[17]
  - 4月26日 - 内事課長股野琢不在中代理[18]
  - 5月29日 - 内匠頭堤正誼不在中代理[19]
  - 9月16日 - 錦鶏間祗候 仰付、調度局長 兼 帝室会計審査官調査課長 依願免官[20]

## 栄典・授章・授賞
位階
- 1886年（明治19年）11月16日 - 正五位[21]
- 1890年（明治23年）2月20日 - 従四位[22]
- 1895年（明治28年）3月2日 - 正四位[23]
- 1897年（明治30年）9月16日 - 従三位[20][24]

勲章等
- 1882年（明治15年）3月11日 - 勲五等双光旭日章[25]
- 1887年（明治20年）5月27日 - 勲四等旭日小綬章[26]
- 1889年（明治22年）11月29日 - 大日本帝国憲法発布記念章[27]
- 1890年（明治23年）6月30日 - 勲三等瑞宝章[28]
- 1918年（大正7年）2月4日 - 勲二等瑞宝章[29]

外国勲章佩用允許
- 1883年（明治16年）8月30日 - ロシア帝国：神聖アンナ第二等勲章[30]

## 親族
- 父 山崎直高
- 子 山崎直三 文学者

## 著作
著書
- 『通俗経済小話』 1897年
- 『比国憲法釈義』 1886年 内務省総務局

訳著
- 『近代欧洲史観 2』 セーニョボス・シャルル（著）
- 『仏国道路記事』 墺国博覧会事務局
- 『澳国水陸通路記事鉄道説』 澳国博覧会事務局（編） 績文社
- 『仏国民法註釈 第1冊』 谷森真男（校） 1875年 博聞社
- 『佛國 民法註釈 第四冊 財産篇 第二篇 財産』 1877年
- 『租税説』 ア・チェル（著） 1877年 坂上半七
- 『欧洲現代政治史』 山崎直三（共訳） 1911年 大日本文明協会

編訳
- 『仏国政法掲要』 1878年 博聞社
- 『佛國 政法掲要』（第一巻～第三巻） 1878年 博聞社